# Честърфийлд
Вижте пояснителната страница за други значения на Честърфийлд.
Честърфийлд (на английски: Chesterfield) е град в Централна Англия, графство Дарбишър. Намира се на 15 km южно от Шефилд. Градът е най-големият в графството и населението му е около 70 000 души (2001).

## Спорт
Футболният отбор на града се казва ФК Честърфийлд. Редовен участник е в Английската Втора лига.

## Личности
- Родени в Честърфийлд
  - Тони Джоунс (р. 1960), снукърист
  - Джон Хърт (р. 1940), актьор
- Починали в Честърфийлд
  - Джордж Стивънсън (1781-1848), изобретател

## Побратимени градове
- Дармщат, Германия
- Троа, Франция
- Цумеб, Намибия
- Янцуан, Китай